# Talísay (Cebú)
Talísay es una ciudad de la provincia de Cebú en Filipinas. Es una de las localidades que componen al Gran Cebú, actualmente la segunda área metropolitana más grande del país.

## Barangayes
Talísay se subdivide administrativamente en 22 barangayes.
| - Biasong - Bulácao - Cadulawan - Camp IV - Cansojong - Dumlog - Jaclupan - Lagtang - Lawaan I - Lawaan II - Lawaan III | - Linao - Maghaway - Manipis - Mohon - Población - Pooc - San Isidro - San Roque - Tabunok - Tangke - Tapul |